# Brandon Flowers (amerikansk fodbold)
Brandon Flowers (født 18. februar 1986 i Delray Beach, Florida, USA) er en amerikansk footballspiller, der spiller i NFL som cornerback for San Diego Chargers. Han har tidligere spillet flere år hos Kansas City Chiefs.

## Klubber
- Kansas City Chiefs (2008–2013)
- San Diego Chargers (2014–)